# Ligne 1 du métro de Francfort
Pour les articles homonymes, voir U1.
La ligne U1 fait partie du réseau du Métro léger de Francfort. Elle relie Ginnheim à la Südbahnhof dans le centre-ville.
Elle fut inaugurée 1968 et compte actuellement 20 stations pour une longueur de 12,4 km.